# Abd-Al·lah ibn Ta-Al·lah al-Kumí
Abd-Al·lah ibn Ta-Al·lah al-Kumí (àrab: عبد الله بن طاع الله الكومي, ʿAbd Allāh ibn Tāʿ Allāh al-Kūmī) (?, segle xii - ?, segle xiii) va ser el primer valí de Mayurqa després de la conquesta de Mayūrqa per part dels almohades. Posteriorment va ser nomenat almirall de la flota almohade.